# Муховце
Муховце (алб. Muhoc) је насељено место у општини Урошевац, на Косову и Метохији. Према попису становништва из 2011. у насељу је живело 686 становника.

## Становништво
Према попису из 2011. године, Муховце има следећи етнички састав становништва:
| Националност | 2011.        |
| Албанци      | 686 (100,0%) |
| Укупно       | 686          |

| Демографија | Демографија | Демографија |
| Година      | Становника  | Становника  |
| ----------- | ----------- | ----------- |
| 1948.       | 242         |             |
| 1953.       | 263         |             |
| 1961.       | 324         |             |
| 1971.       | 337         |             |
| 1981.       | 444         |             |
| 1991.       | 550         |             |
| 2011.       | 686         |             |